# Mount Sugartop
Mount Sugartop ist ein markanter und teilweise schneebedeckter Berg im Zentrum Südgeorgiens. Er ragt 8 km nordwestlich des Mount Paget in der Allardyce Range auf. Mit 2323 m ist er der vierthöchste Berg Südgeorgiens und der Südlichen Sandwichinseln.
Lange Zeit war der Berg unter dem Namen Sugarloaf Peak in Karten verzeichnet. Im Zuge einer Vermessung durch den South Georgia Survey in den Jahren von 1951 bis 1952 wurde der Name in die heutige Form geändert, da dies angeblich der lokal etablierten Benennung entspricht.